# Richie Ginther
Paul Richard „Richie” Ginther (ur. 5 sierpnia 1930 w Hollywood, zm. 20 września 1989 w Bordeaux) – amerykański kierowca wyścigowy.

## Kariera
Karierę rozpoczął na początku lat 50. XX wieku. Po kilku latach zwrócił na siebie uwagę Luigi Chinettiego, odpowiedzialnego za program startów zespołu Ferrari w Ameryce Północnej. W barwach włoskiego zespołu, wspólnie z Wolfgangiem von Tripsem zajął drugie miejsce w wyścigu 1000 km Buenos Aires, czym zapewnił sobie stały kontrakt.
Szybko okazało się, że Ginther znacznie lepiej radzi sobie w wyścigach samochodów o otwartym nadwoziu, niż w prototypach sportowych. Debiutował w Formule 1 w 1960 roku; w pierwszym sezonie jego najlepszym wynikiem było drugie miejsce podczas Grand Prix Włoch na torze Monza. Jednocześnie został głównym kierowcą testowym zespołu.
Po dwóch sezonach spędzonych w Ferrari przeniósł się do zespołu BRM, gdzie został partnerem Grahama Hilla. W 1963 roku zaliczył najlepszy sezon w swojej karierze, zostając wicemistrzem świata.
W 1965 roku został kierowcą Hondy, która właśnie rozpoczynała swój pierwszy, pełny sezon w Formule 1. W ostatnim wyścigu sezonu, Grand Prix Meksyku, Ginther odniósł pierwsze, historyczne zwycięstwo dla japońskiej marki w F1. Było to także jedyne zwycięstwo Amerykanina w karierze w F1.
Zakończył karierę w 1967 roku, podczas kwalifikacji przed wyścigiem Indianapolis 500. Wkrótce wycofał się z życia publicznego.
W późniejszych latach pojawił się przy okazji Grand Prix Niemiec w 1977 roku, gdzie wręczał trofeum z okazji setnego zwycięstwa w F1 firmy oponiarskiej Goodyear. Kilka tygodni przed śmiercią był obecny w Donington podczas obchodów 40-lecia założenia zespołu BRM.
W ostatnich latach życia borykał się z problemami zdrowotnymi. Zmarł na atak serca w trakcie urlopu wypoczynkowego we Francji.